# Distretto di Comandante Noel
Il distretto di Comandante Noel è un distretto del Perù nella provincia di Casma (regione di Ancash) con 2.029 abitanti al censimento 2007 dei quali 979 urbani e 1.050 rurali.
È stato istituito il 3 maggio 1926.
La città principale è Puerto Casma.